# Tezcatlipocas

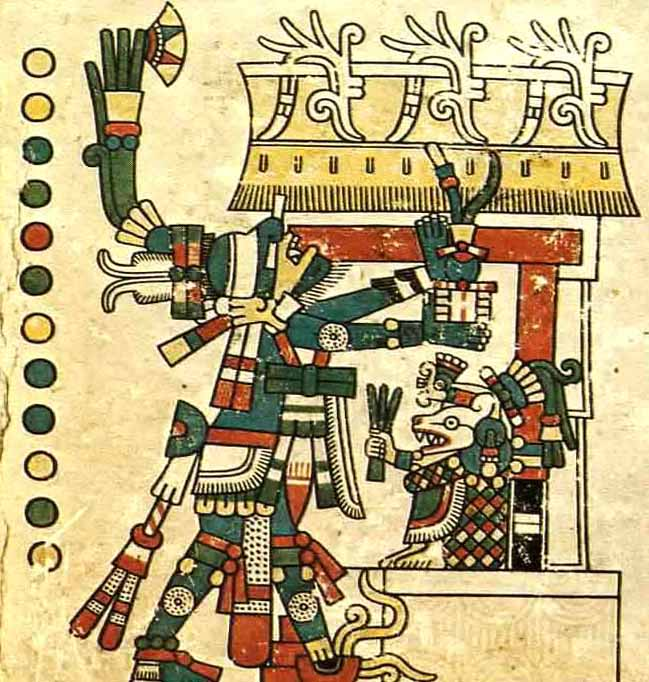
Tezcatlipoca Azul, Códice Fejérváry-Mayer.

Los Tezcatlipocas en la mitología mexica son los dioses hacedores del universo vertical y horizontal de la cosmogonía náhuatl, siendo los hijos únicos de la pareja primigenia Ometecuhtli y Omecíhuatl, de la que recibieron la habilidad de creación. Estos dioses son los únicos que pueden crear otros seres vivos sin procrearlos. Las cuatro parejas de dioses que crearon fueron Tláloc & Chalchiuhtlicue (agua), Tlaltecuhtli & Tlalcíhuatl (tierra), Mictlantecuhtli & Mictecacíhuatl (muerte) y Xiuhtecuhtli & Chantico (fuego). Los númenes mexicas se transforman y multiplican su personalidad para poder cumplir con todas sus acciones divinas, de manera que una deidad puede ser benévola o malévola, ser la madre de su propia abuela, destruir lo que ha procreado, ser dinámica y estática, omnipresente, ubicua, ambivalente, polifacética y por lo tanto tener tantos nombres como acciones realice, y tantas características como su naturaleza lo requiera. Por lo que no se confunda interpretar extractos metafóricos al ver a la diosa Coatlicue como descendiente de la pareja creadora Ometecuhtli y Omecíhuatl y además como la madre de la misma al considerarla como la "madre de los dioses" o bien como "la deidad abuela". Para lograr un acercamiento a la clasificación de los dioses y a una interpretación de su significado simbólico en la apreciación que del universo tiene los pueblos mesoamericanos, principalmente bases tomadas desde las investigaciones de Francisco Javier Clavijero, Alfredo Chavero, Francisco del Paso y Troncoso, Manuel Orozco y Berra y Bernardino de Sahagún.

## Lista
| Punto Cardinal | Nombre          | Náhuatl                              | Náhuatl                  | Traducción          |
| Norte          | Tezcatlipoca    | Tezcatlipōca [teskatɬiː'poka]        | Yayauhqui-tezcatlipoca   | Tezcatlipoca Negro  |
| Este           | Xipetótec       | Xīpetōtec ['ʃipe 'totek]             | Tlatlauhqui-tezcatlipoca | Tezcatlipoca Rojo   |
| Oeste          | Quetzalcóatl    | Quetzalcohuātl [ketsaɬˈko.aːtɬ]      | Iztauhqui-tezcatlipoca   | Tezcatlipoca Blanco |
| Sur            | Huitzilopochtli | Huītzilopōchtli [wiːtsiloːˈpoːtʃtɬi] | Xoxoauhqui-tezcatlipoca  | Tezcatlipoca Azul   |

1. Xipe-Tótec es igualmente reconocido también como Camaxtle.[5]
2. Quetzalcoatl está relacionado con los dioses del viento, con la vida, con el conocimiento y con la fertilidad, es el regidor del Oriente. Quetzalcoatl también es el inventor del calendario y de los libros, se le considera el protector de los orfebres y de los artesanos. Como la estrella del mañana y de la noche, Quetzalcoatl es el símbolo de la vida y de la resurrección con un estrecho vínculo a la muerte. La deidad de la serpiente emplumada ha estado venerado por diversos grupos pueblos durante la religión mesoamericana.
3. Huitzilopochtli es considerado el dios tribal y un gran genio legendario para los aztecas. Originalmente tuvo una importancia minoritaria para los nahuas pero después del surgimiento de los aztecas, los nahuas reformaron su religión y pusieron a Huitzilopochtli al mismo nivel que otros dioses como Quetzalcóatl y Tezcatlipoca, convirtiéndolo en su dios solar. Huitzilopochtli es presentado como la deidad quien guío a los aztecas durante una larga migración desde Aztlán hasta su hogar tradicional, Tenochtitlan, ahora el Valle de México; entre los tezcatlipocas, éste también es llamado como Omitéotl.

### Tezcatlipoca negro

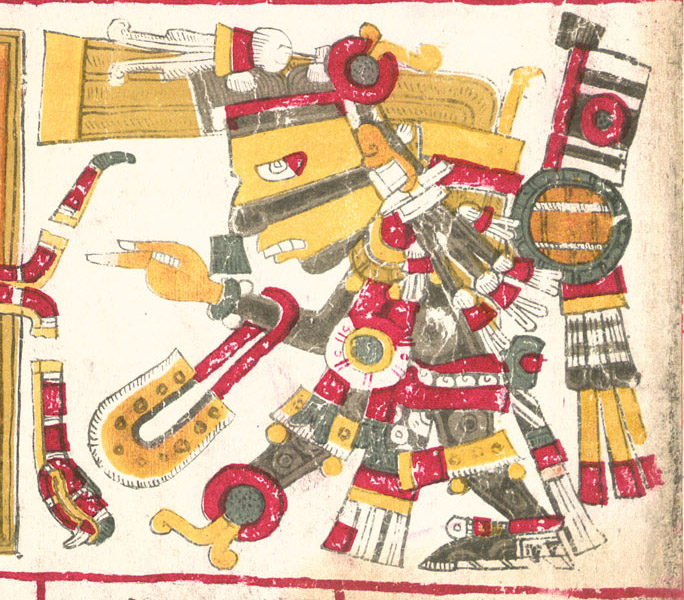
Tezcatlipoca negro, Códice Borgia.

Tezcatlipoca (del náhuatl: tezcatlipoca ‘espejo negro humeante’‘tezcatl, negro; poctli, humo’) es el Tezcatlipoca negro, y sus representaciones eran pintadas con un tipo especial de tintes con reflejos metálicos. Solía aparecer representado con una franja negra en el rostro y un espejo de obsidiana en el pecho, donde veía todas las acciones y pensamientos de la humanidad, y del que brotaba un humo que mataba a sus enemigos. La condición de espejo resume a Tezcatlipoca, los contrastes y dualismos presiden todas sus funciones, Tezcatlipoca también es representado con una franja negra en el rostro y en una pierna muestra un hueso expuesto donde debería estar el pie, como un jaguar, el que va al corazón de la montaña (Tepeyolohtli), fuerza interna de la Madre Tierra, el sol nocturno. Su emblema es un cuchillo de obsidiana, que representa el viento negro y cortante, como las palabras que desarmonizan el entorno y la comunicación cuando no se emplean adecuadamente. Tezcatlipoca es, señor del lado norte del universo, que se identificaba con el Mictlán, región del reposo, y se llama Mictlampa, rumbo de los muertos. Se asocia con el color negro, con la imagen del Técpatl o cuchillo de pedernal, lo preside Yayauhqui Tezcatlipoca (Oscuro espejo su esplendor). El norte es una región árida por donde soplan los vientos fríos.
Tezcatlipoca, tenía la habilidad de conocer los pensamientos y los sentimientos, además de ser omnipresente. Es el guerrero del norte, representa el cielo nocturno, la luna y las estrellas. Es llamado "noche y viento, el árbitro, el que piensa y rige por su propia voluntad". Es el dios de la noche y la tentación. Una de sus características más relevantes es poseer la juventud eterna, por eso era llamado telpochtli (el siempre joven). Es invisible, virtud por la que se lo creía omnipresente. Se le atribuye además el nombre Yáotl (el enemigo), como la creación del aire y la música (en una mano porta flechas, en la otra una flauta). Es el dios que da y quita la riqueza, es el protector de los esclavos.
Entre las descripciones literarias se puede rescatar el siguiente:

Mi hijo Tezcatlipoca será Señor del viento de la noche, el que hace lo que quiere, el mancebo de la eterna juventud. Será Dios creador protector de los hombres, dueño y señor del cielo, el dios verdadero, invisible y omnipotente, él será dado de la prosperidad y honra; él será todopoderoso, hacedor de todas las cosas, patrono de los enamorados, él andará en todo lugar, en el cielo, en la tierra, y en el mundo subterráneo, él propiciará guerras, enemistades y discordias, de donde resultarán muchas fatigas y desasosiegos, le llamarán Tilacahuan, Yoalehecatl, Moyocoyatzin, Tepochtli, porque siempre será joven, él será el bien y el mal, el espíritu y la materia, el hombre y el dios, él premiara a los justos con muchos bienes y castigará a los viciosos con enfermedades y otros males, tendrá como disfraz o nagual al tigre, cuya piel manchada semejará al cielo con los enjambres de estrellas.

### Tezcatlipoca blanco y Tezcatlipoca azul

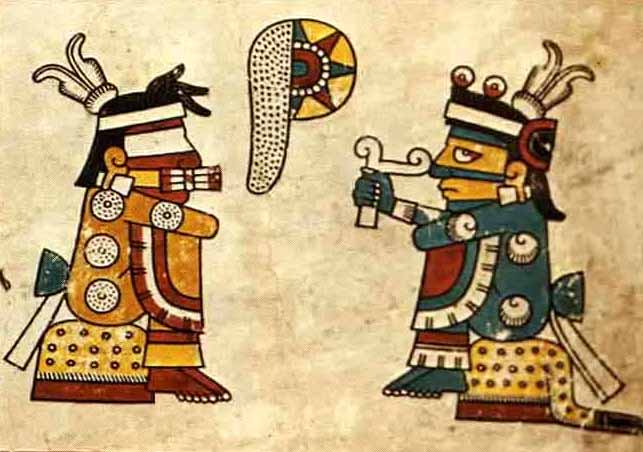
Tezcatlipoca azul y Tezcatlipoca Rojo, Códice Fejérváry-Mayer.

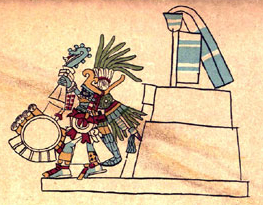
Blue Huitzilopochtli Tezcatlipoca in the Códice borbónico.

Quetzalcóatl (del náhuatl: quetzalcoatl ‘serpiente emplumada’‘quetzalli, plumaje; coatl, serpiente’) y Huitzilopochtli (del náhuatl: huītzilōpōchtli ‘colibrí zurdo’‘huitzitzilin, colibrí; opochtli, izquierdo’) son el Tezcatlipoca blanco y Tezcatlipoca azul respectivamente de acuerdo con la Cosmogonía Náhuatl; Quetzalcóatl es nacido de los dioses primordiales Ometecuhtli y Omecíhuatl bajo el relato de la creación del universo, de los cuales representan las esencia masculina y femenina de la creación, por lo que Quetzalcóatl simboliza la vida, la luz, la sabiduría, la fertilidad, el conocimiento y como patrón de los vientos y del día, es el regidor del Oeste con el nombre de Tezcatlipoca blanco. Con el tiempo, otros mitos se vinieron integrando para pasar de ser un dios creador de la humanidad hasta un rey mortal de la ciudad de Tula, o bien como otro dios solar a lado de su hermano Huitzilopochtli, interpretándose así con este mito, el traslado que realiza el Sol a través de los cielos, desde el amanecer hasta el atardecer por sus regidores y hermanos Tlahuizcalpantecuhtli y Xólotl, que junto con ellos, es hijo de Mixcóatl y Chimalma.
Al ser Huitzilopochtli una deidad originaria de México-Tenochtitlán y sin predecesores identificables a los distintos pueblos mesoamericanos, los antiguos mexicas elevaron[cita requerida] a Huitzilopochtli a la misma posición de otras deidades más reconocidas como Xipetótec, Quetzalcóatl y Tezcatlipoca como uno de los cuatro Tezcatlipocas, dejando reflejado su identificación mítica como el Tezcatlipoca azul, cuyo reino sagrado o punto cardinal fuese el Sur. Pero tras el auge del México-Tenochtitlán, los culhuas-mexicas habrían separado el nacimiento de Huitzilopochtli en dos mitos individualizados, el Huitzilopochtli nacido de los dioses primordiales Ometecuhtli y Omecíhuatl bajo el relato de la creación del universo, siendo quien incendiara al Medio Sol creado por Quetzalcóatl, representando así la voluntad para decidir y ordenar la creación del mundo, el universo y a la humanidad; Mientras el Huitzilopochtli hijo de Coatlicue (la tierra), la cual según el mito quedara embarazada al tocar unas plumas (o alternativamente de Mixcóatl) ayudará a su madre contra su hermana Coyolxauhqui (la luna) y sus hermanos Centzon Huitznáhuac (las estrellas meridionales), que desearon asesinarla por deshonra, simbolizando así la perpetua lucha entre el sol y la luna a través del firmamento como el dios solar patrón del fuego, de la guerra, de las batallas y de las tácticas bélicas.
Por lo tanto y desde entonces los Tlahtoānis de la Gran Tenochtitlán, fortalecian al dios Huitzilopochtli con la sangre humana de los sacrificios, la cual lograría alimentar la vida indefinidamente del Sol sobre la cima del Templo Mayor, distinguiéndose entre dos manifestaciones representadas por dos historias; Tezcatlipoca azul o Huitzilopochtli ('voluntad solar') y Huitzilopochtli ('guerra solar').

### Tezcatlipoca Rojo

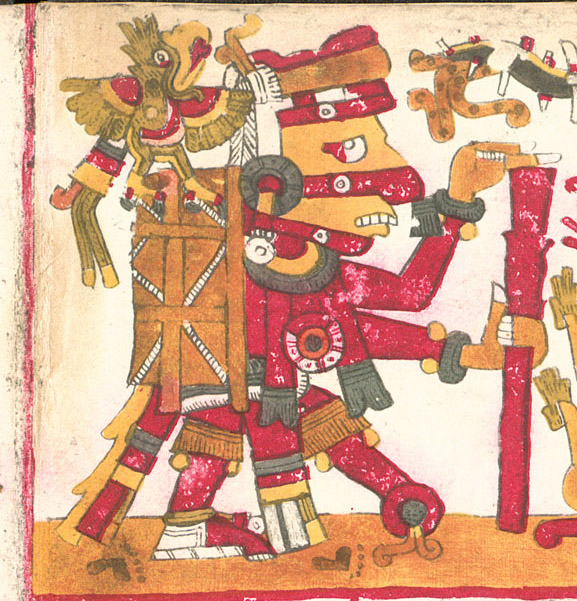
Tezcatlipoca Rojo, Códice Borgia.

Xipetótec (del náhuatl: xipetotec ‘nuestro señor desollado’‘xipe, desollado; to, nuestro; tec-, señor’) es el Tezcatlipoca Rojo aunque es indudable que existen divergencias entre Xipetótec, Camaxtle, Mixcóatl y Tezcatlipoca Rojo entre las religiones mesoamericanas, si bien en el relato de la cosmogonía náhuatl, la creación del universo, se menciona que en un principio solo existía un cielo, que llamaron el décimo tercero, en el cual vivía una pareja divina, Ometecuhtli y Omecíhuatl, que procreó cuatro hijos, el primogénito fue Tlatlauhqui-tezcatlipoca (Tezcatlipoca Rojo), el cual fue adorado particularmente por los tlaxcaltecas y huejocincas bajo el nombre de Camaxtli pero asimilado por los mexicas como Xipetótec, "Nuestro Señor El Desollado"; el segundo hijo fue Yayauhqui-tezcatlipoca (Tezcatlipoca Negro); el tercero fue Iztauhqui-tezcatlipoca (Tezcatlipoca Blanco), asimilado por los mexicas como Quetzalcóatl; el cuatro fue (Omitéotl-Inaquizcóatl (Tezcatlipoca Azul), asimilado por los mexicas como Huitzilopochtli. Estos cuatro dioses después de 600 años de inactividad, se reunieron y conferenciaron acerca de lo que debían ordenar y de las leyes que debían imponer a lo que creasen, y puestos de acuerdo, comisionaron a Quetzalcóatl y Huitzilopochtli la responsabilidad de crear al Medio Sol, que alumbraba poco por no ser entero; por otra parte, al transcurrir el 2 ácatl, el numen Camaxtli o Camaxtle, "El Señor Desnudo", el dios del fuego pero venerado como dios de la cacería, tomó por nombre el de Mixcóatl, "culebra de nubes" o "la tromba", identificado como Mixcóatl-Camaxtli, por lo que tras el diluvio, 1 técpatl, subió al octavo Cielo y creó cuatro hombres y una mujer para dar a comer al Sol; pero apenas creados cayeron al agua; por lo que Mixcóatl y Camaxtle (del náhuatl: camaxtle ‘el que tiene bragas y calzado’‘cactli, calzado; maxtlatl, braga; e, que tiene’), es la misma entre los tlaxcaltecas y huejocincas, mientras Xipetótec era honrado principalmente por aquellos que vivían a la orilla del mar, teniendo origen en Zapotlán, Jalisco, atribuyéndole las enfermedades de las apostemas y de la sarna.
En cierta forma, los dioses Xipetótec y Mixcóatl eran relacionados como dioses forasteros para los pueblos nahuas, Mixcóatl como dios de los otomíes (dios de la caza, ya que este pueblo vivía en los montes y eran considerados todos cazadores) y chichimecos, y Xipetótec como dios de los zapotecos y de los yopis, vecinos de los mixtecos, comunidades que vivían hacia la costa del Océano Pacífico. Autores como Paso y Troncoso mencionan que Mixcóatl es frecuentemente confundido por Camaxtle, deidad principal de los chalqueños, bajo cuya denominación se comprendían los moradores de Tepeaca, Zacatlán, Cholula, Tlaxcalla, Huexotzinco, por lo que las ceremonias que se hacían para honrar a Mixcóatl en México-Tenochtitlan, se dedicaban a Camaxtle en Tlaxcalla; en Michoacán le adoraban con el nombre de «Taras», y solo le sacrificaban culebras, aves, y conejos.